# ديفيد بورتر (ضابط بحري)
ديفيد بورتر (بالإنجليزية: David Porter)‏ هو راقص ودبلوماسي وضابط أمريكي، ولد في 1 فبراير 1780 في بوسطن في الولايات المتحدة، وتوفي في 3 مارس 1843 في بك أوغلي في تركيا.

## وصلات خارجية
- ديفيد بوتر على موقع الموسوعة البريطانية (الإنجليزية)